# Lala, Lanao del Norte
Lala là một đô thị hạng 2 ở tỉnh Lanao del Norte, Philippines. Theo điều tra dân số năm 2007, đô thị này có dân số 58.395 người.

## Các đơn vị hành chính
Lala được chia ra 27 barangay.
| - Abaga - Andil - Matampay Bucana - Darumawang Bucana - Cabasagan - Camalan - Darumawang Ilaya - El Salvador - Gumagamot - Lala Proper - Lanipao - Magpatao - Maranding - Matampay Ilaya | - Pacita - Pendolonan - Pinoyak - Raw-an - Rebe - San Isidro Lower - San Isidro Upper - San Manuel - Santa Cruz Lower - Santa Cruz Upper - Simpak - Tenazas - Tuna-an |